# Nissan Interstar
Nissan Interstar – samochód osobowo-dostawczy klasy wyższej produkowany pod japońską marką Nissan w latach 2002–2010 oraz ponownie od 2021 roku. Od 2024 roku produkowana jest trzecia generacja modelu.

## Pierwsza generacja

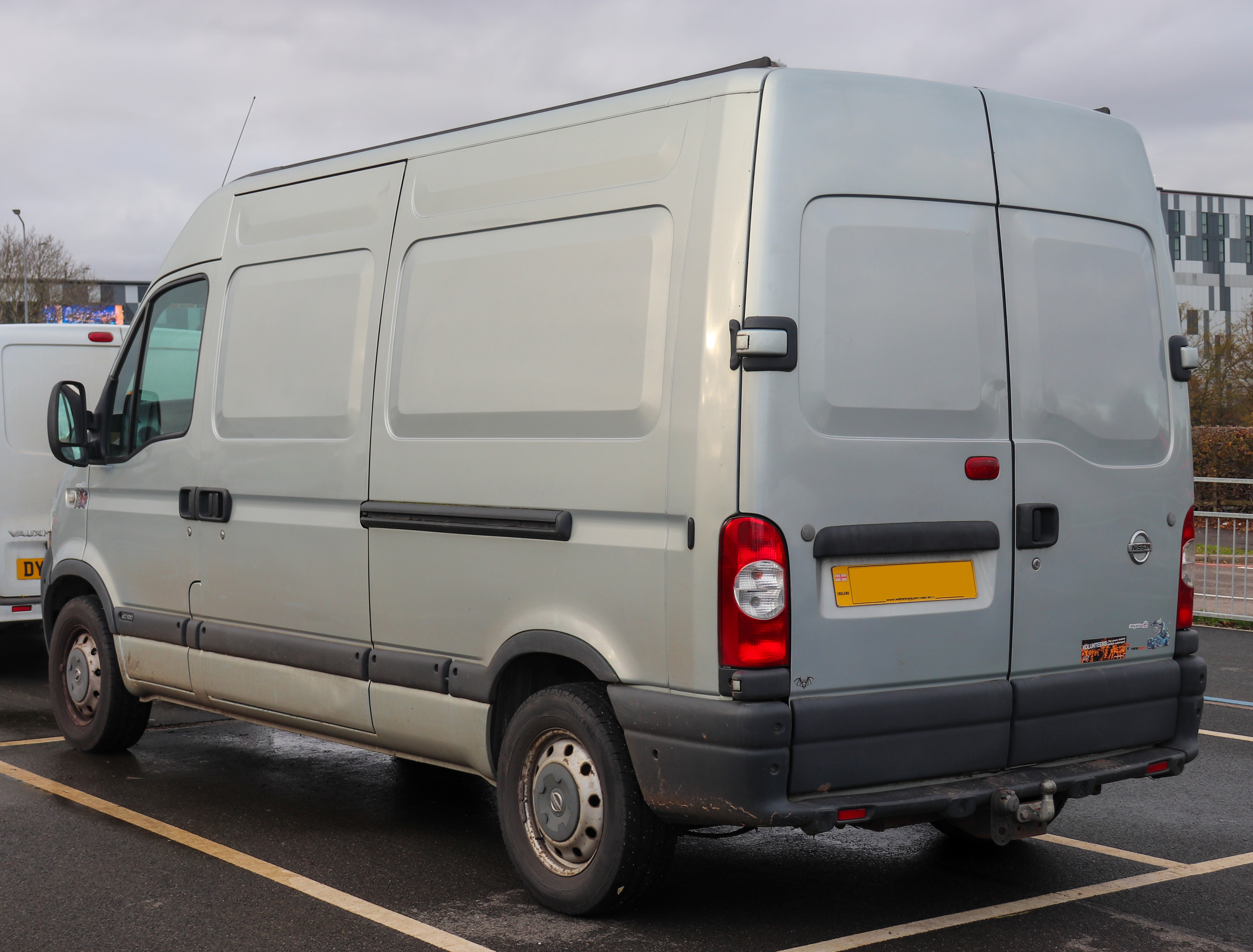
Nissan Interstar I - tył po liftingu

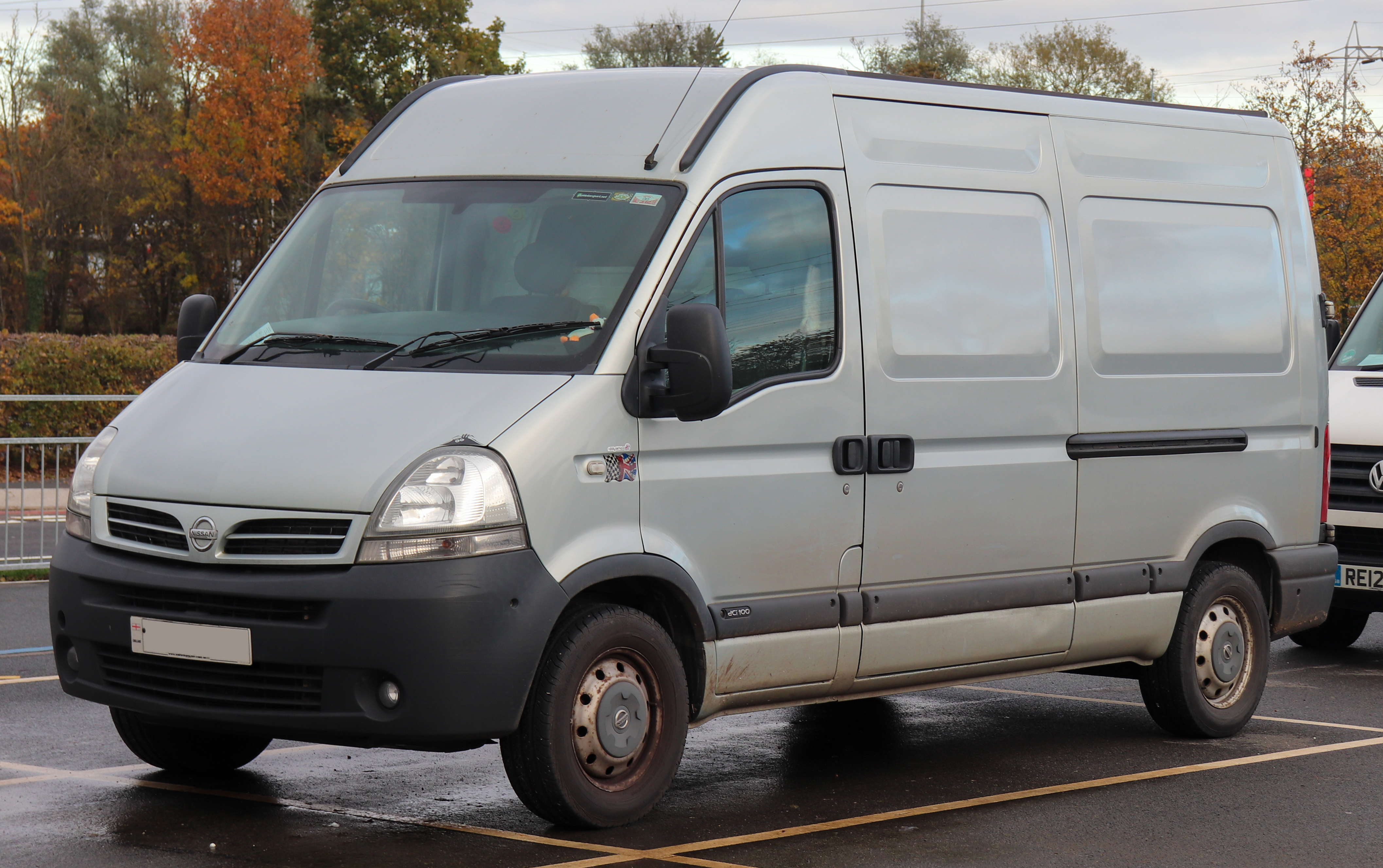
Nissan Interstar I po liftingu

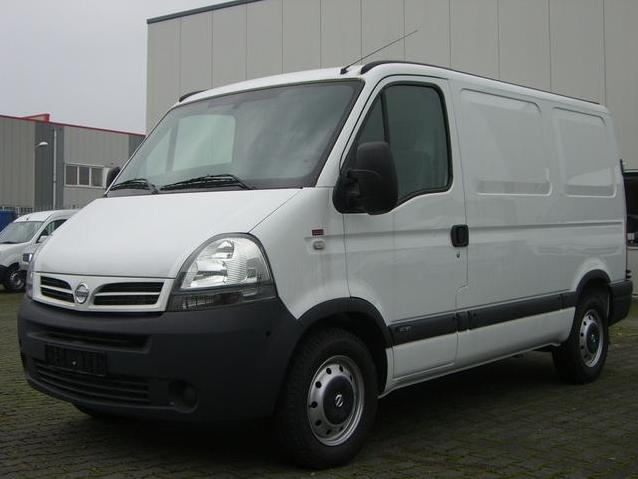
Nissan Interstar I H1 po liftingu

Nissan Interstar I został zaprezentowany po raz pierwszy w 2002 roku.
Model Interstar powstał w wyniku nowej polityki modelowej Nissana wobec samochodów dostawczych na rynku europejskim, do której impulsem było uformowanie się sojuszu Renault-Nissan. Jego rezultatem było zastąpienie przestarzałych konstrukcji produkowanych w hiszpańskich zakładach Motor Ibérica bliźniaczymi konstrukcjami francuskiego Renault. Oprócz Kubistara i Primastara, na szczycie oferty znalazł się Interstar - odpowiednik produkowanego wówczas od 4 lat Renault Master.
Nissan Interstar wyróżniał się minimalnymi różnicami wizualnymi - zyskał jedynie własny projekt osłony chłodnicy. Podobna względem bliźniaczych konstrukcji pozostała także gama nadwoziowa, składająca się z osobowego vana i minibusa, jak i dostawczego furgona. Zróżnicowana była także długość, rozstawy osi oraz wysokość nadwozi. Na przestrzeni lat Insterstar był napędzany wysokoprężnymi silnikami z rodziny dCi, które ostatni raz zostały zmodernizowane w 2006 roku - wówczas dostosowano je do normy Euro4.

### Lifting
Jesienią 2003 roku, nieco ponad rok po debiucie, Nissan Interstar przeszedł obszerną restylizację nadwozia w celu dostosowania go do wyglądu produkowanych 4 lata dłużej modeli Renault Master i Opel Movano. Podobnie jak te konstrukcje, samochód otrzymał nowy wygląd pasa przedniego z większymi, bardziej zaokrąglonymi reflektorami, innym wlotem powietrza i przemodelowanymi wkładami lamp tylnych. Modernizacja przyniosła także zupełnie nowy projekt deski rozdzielczej.

### Silniki
2002-2003:
- 1.9 dTI (80 KM)
- 2.2 DTI (90 KM)
- 2.5 D (80 KM)
- 2.5 DTI (115 KM)
- 2.8 DTI (114 KM)

2003-2010:
- 2.5 CDTI 100 KM
- 2.5 CDTI 120 KM
- 2.5 CDTI 145 KM

## Druga generacja

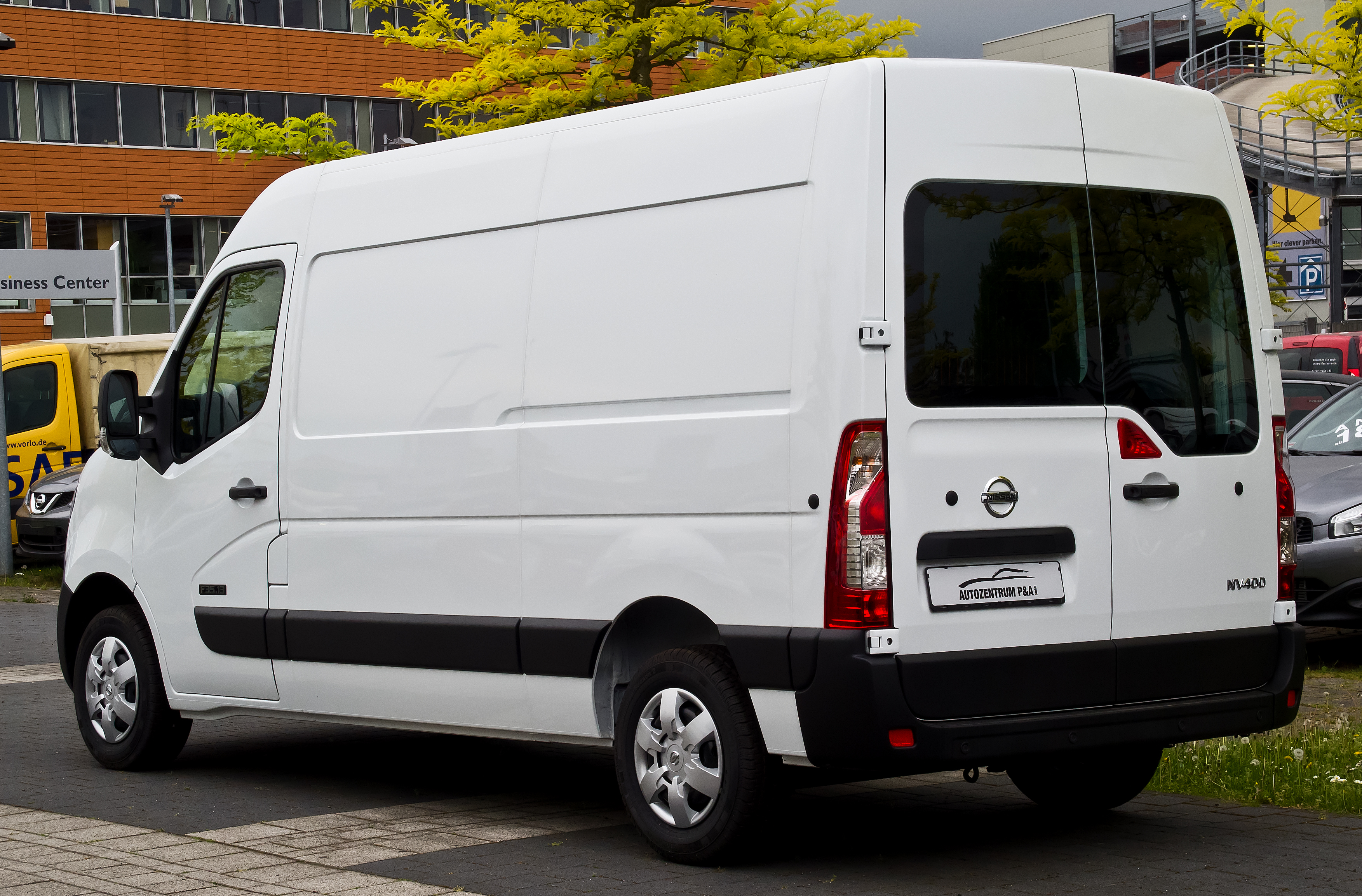
Nissan NV400 - tył

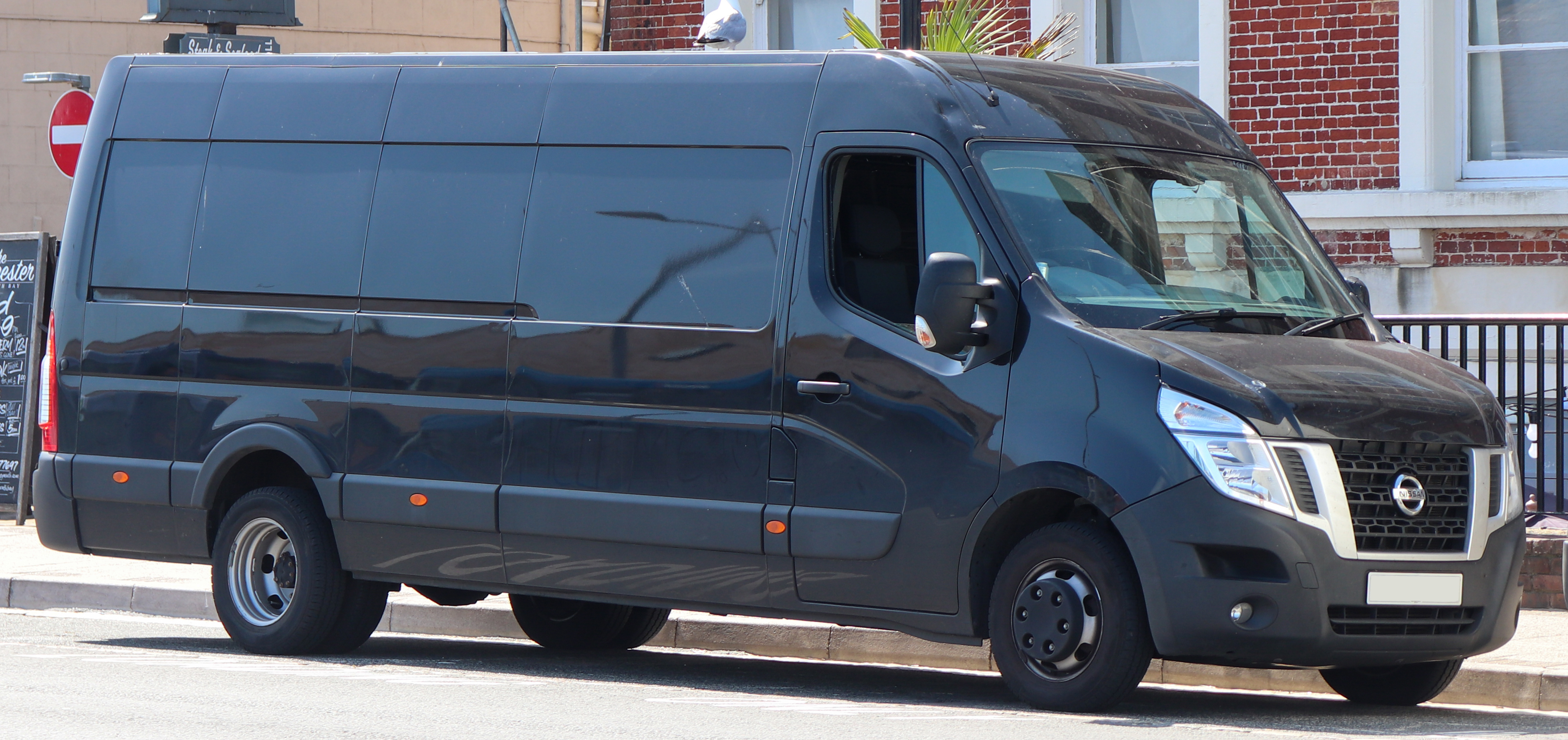
Nissan NV400 L4

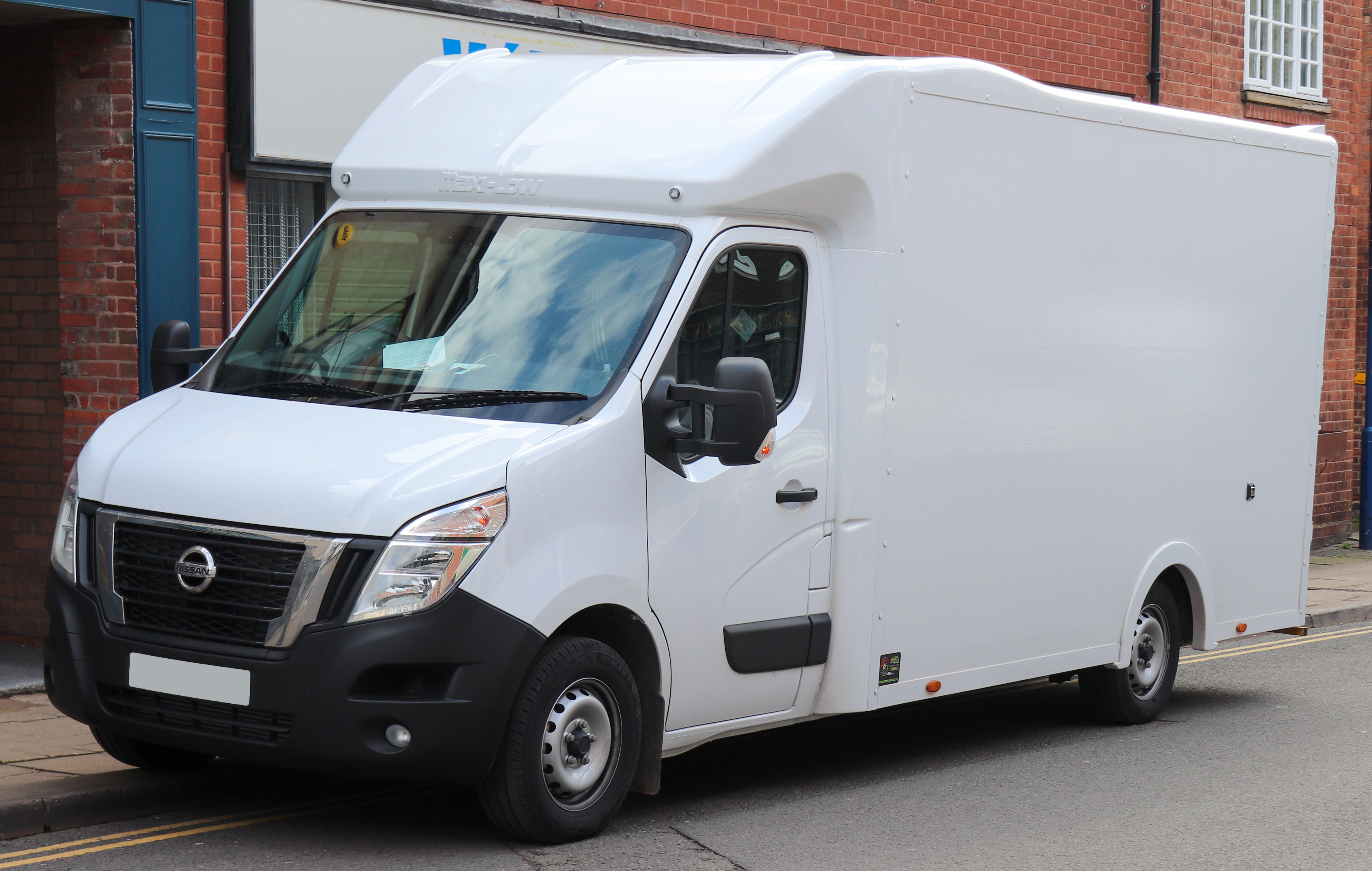
Nissan Insterstar II po liftingu

Nissan NV400 został zaprezentowany po raz pierwszy w 2010 roku.
Model NV400 zastąpił produkowanego od wówczas 8 lat Interstara, zyskując nową nazwę w ramach zaadaptowania alfanumerycznej polityki stosowanej wobec samochodów dostawczych. Podobnie jak poprzednik, Nissan NV400 powstał jako bliźniacza konstrukcja wobec Renault Mastera i Opla Movano, z pasem przednim o odrębnej stylizacji autorstwa Europejskiego Centrum Projektowego Nissana.
Samochód otrzymał charakterystyczny dla użytkowych modeli Nissana grill z dużym, trzysegmentowym wypełnieniem w srebrnym kolorze. W przeciwieństwie do modeli bliźniaczych pojazd różni się m.in. maską silnika, zderzakami, atrapą chłodnicy i reflektorami ze zintegrowanymi światłami do jazdy dziennej.
W 2014 roku wprowadzono powiększoną gamę silników i wariantów wyposażenia. Wśród dostępnych jednostek napędowych stały się jednostki 2.3 wyposażone w jedną lub dwie turbosprężarki (BiTurbo). Silnik wyposażony w jedną turbinę generuje moc 110 lub 125 KM, a wyposażony w dwie turbiny 135 lub 163 KM. Do oferty dołączył także silnik o mocy 150 KM wyposażony w jedną turbosprężarkę. Przy okazji modernizacji do listy wyposażenia dodano m.in. funkcję Extended Grip która współpracuje z systemem ESC w celu poprawy właściwości trakcyjnych w trudnych warunkach oraz system wspomagania ruszania pod górę, szerokokątne lusterko zamontowane w osłonie przeciwsłonecznej pasażera. Udoskonalono także system audio z radiem cyfrowym wyposażonym w system Bluetooth.
Standardowe wyposażenie pojazdu objeło m.in. dwie przednie poduszki powietrzne, system ABS i w wersji z napędem na przednią oś system ESP. Opcjonalnie pojazd wyposażyć można m.in. w podgrzewany i amortyzowany fotel kierowcy, boczne kurtyny powietrzne, system nawigacji satelitarnej, kamerę cofania. Wersje przednionapędowe wyposażyć można m.in. w pneumatyczne zawieszenie, a wersje tylnonapędowe wyposażyć można m.in. w pojedyncze lub bliźniacze koła na tylnej osi oraz system ESP.

### Lifting i zmiana nazwy
Po 11 latach produkcji, we wrześniu 2021 wzorem bliźniaczego Renault Master zmodernizowanego przed rokiem, także i flagowy model dostawczy Nissana w Europie przeszedł obszerną restylizację. Z zewnątrz przyniosła ona przeprojektowaną atrapę chłodnicy z kanciastym wzorem, z kolei wewnątrz zastosowano nowy projekt deski rozdzielczej z centralnym, dotykowym ekranem nowego systemu multimedialnego. Ponadto, w ramach powrotu do polityki nazw własnych, podobnie jak mniejszy Primastar NV400 został przemianowany na Nissan Interstar.

### Sprzedaż
Prezentacja pojazdu miała miejsce podczas targów samochodów użytkowych w Hanowerze w 2010 roku, tuż po nich trafiając do sprzedaży wyłącznie na rynkach europejskich w ograniczonym zakresie. Zarówno przed, jak i po restylizacji polski importer Nissana nie zdecydował się na wprowadzenie do sprzedaży tego modelu.

### Silniki
- R4 2.3 CDTI 100 KM
- R4 2.3 CDTI 110 KM
- R4 2.3 CDTI 125 KM
- R4 2.3 CDTI 135 KM
- R4 2.3 CDTI 145 KM
- R4 2.3 CDTI 163 KM

## Trzecia generacja

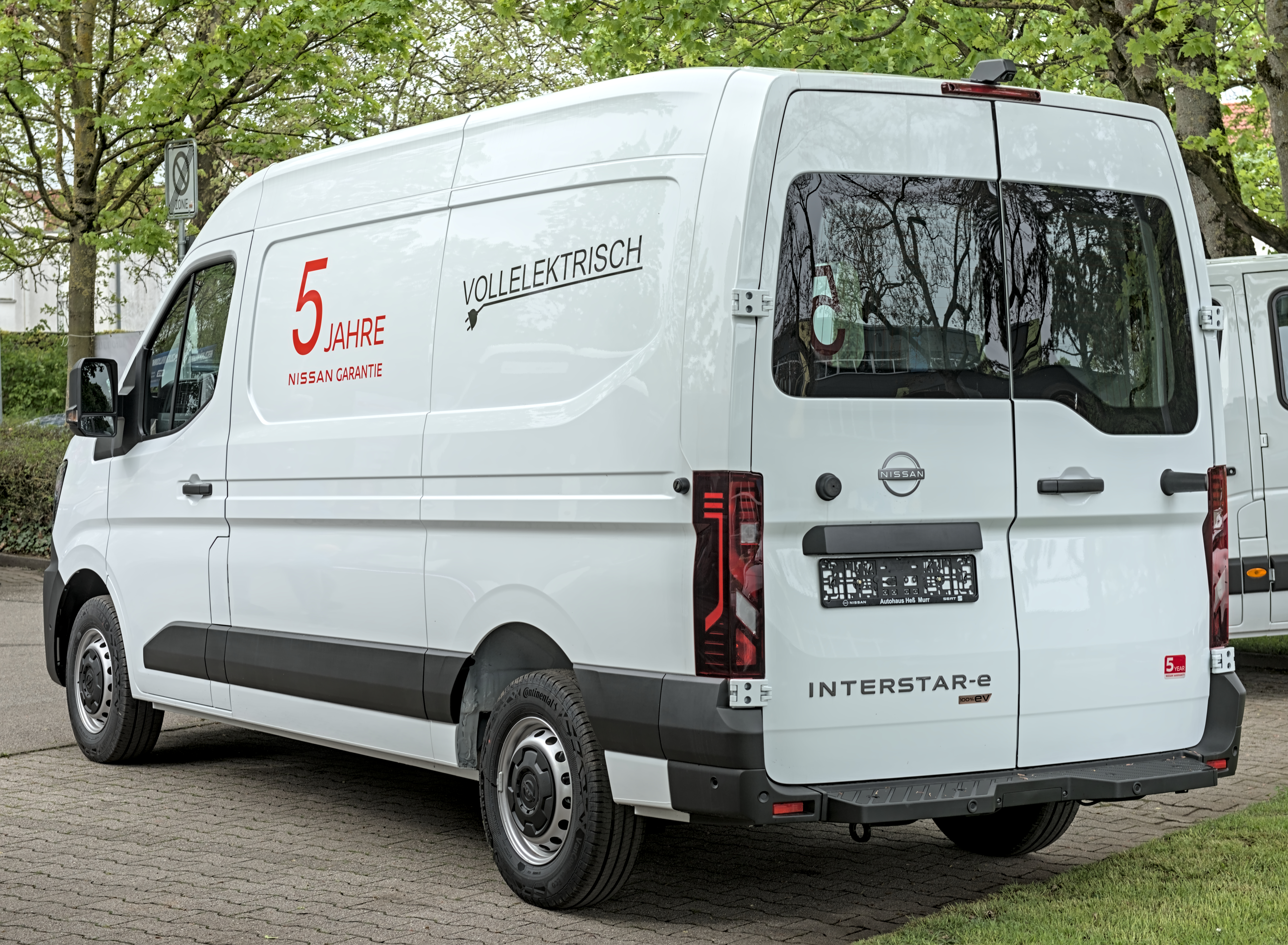
Nissan Interstar-e - tył

Nissan Interstar III został zaprezentowany w 2024 roku.
14 lat po prezentacji drugiej generacji, kolejna generacja Interstara przeszła ewolucyjny zakres modyfikacji w stosunku do poprzednika. Podobnie jak bliźniacze Renault Master, samochód zachował bardziej kanciastą sylwetkę z pionowymi lampami tylnymi i masywnym, wysoko poprowadzonym pasem przednim z pionowo zarysowaną bryłą. W stosunku do francuskiego odppwiednika, Interstar III zyskał taki sam kształt reflektorów, a modyfikacje skoncentrowały się na innym wypełnieniu osłony chłodnicy w stylu osobowych modeli Nissana.
Modyfikacje kabiny pasażerskiej sprowadziły się z kolei już tylko do innego loga na kierownicy. Deska rozdzielcza została skierowana ku kierowcy, wyróżniając się trzema fotelami oraz deską rozdzielczą łącząca dotykowy ekran do sterowania systemem multimedialnym wraz ze wsparciem analogowymi przełącznikami pozwalającymi m.in. na sterowanie panelem klimatyzacji czy funkcjami pojazdu.
Do napędu spalinowych wariantów Interstara wykorzystano te same co w Masterze czterocylindrowe, dwulitrowe turbodoładowane jednostki wysokoprężne z rodziny dCi w czterech wariantach mocy i wspierane zarówno manualną, jak i automatyczną przekładnią biegów.

### Interstar-e
Po raz pierwszy flagowy model użytkowy w europejskiej gamie Nissana trafił do sprzedaży także w wariancie elektrycznym o nazwie Nissan Interstar-e. Pod kątem wizualnym odróżnił się on jedynie portem ładowania w prawym błotniku, z kolei do napędu wykorzystano dwa warianty akumulatorów. Podstawowy zyskał pojemośc 40 kWh, z kolei topowy o pojemności 87 kWh i do 460 kilometrów zasięgu na jednym ładowaniu.

### Sprzedaż
Podobnie jak poprzednicy, tak i trzecia generacja Insterstara została zbudowana wyłącznie z myślą o rynku europejskim, ze sprzedażą rozpoczynającą się niedługo po debiucie, wiosną 2024 roku. Czynnikiem mającym wyróżnić się na tle podobnej oferty bratniego Renault został m.in. wydłużony w stosunku do Mastera pakiet 5-letniej gwarancji.

### Silniki
- R4 2.0l dCi 105 KM
- R4 2.0l dCi 130 KM
- R4 2.0l dCi 150 KM
- R4 2.0l dCi 170 KM